# 富岳百景
《富岳百景》（日语：／），是日本作家太宰治所创作的一部短篇小说和随笔。该作起初于文学杂志《文体》上连载，后收录在太宰治的短篇小说集《女生徒》上。

## 相关信息
| 发表于     | 《文体》(1939年2月刊、3月刊)                |
| 收录于     | 《女生徒》（砂子屋书房出版于1939年7月20日） |
| 创作时间   | 1938年12月上旬至同年12月20日                |
| 原稿纸张数 | 20张                                        |